# Jacques Wildberger
Jacques Wildberger (ur. 3 stycznia 1922 w Bazylei, zm. 23 sierpnia 2006 w Riehen) – szwajcarski kompozytor.

## Życiorys
Ukończył konserwatorium w Bazylei (dyplom 1944), gdzie uczył się gry na fortepianie u Eduarda Ehrsama, Eduarda Hennebergera i Paula Baumgartnera oraz teorii u Gustava Güldensteina. W latach 1948–1952 studiował prywatnie w Asconie u Wladimira Vogla. W latach 1951–1953 był uczestnikiem Międzynarodowych Letnich Kursów Nowej Muzyki w Darmstadcie. Od 1946 do 1955 roku pracował jako korepetytor w teatrze miejskim w Bazylei. Od 1959 do 1966 roku wykładał kompozycję, analizę muzyczną i instrumentację w Hochschule für Musik w Karlsruhe. W 1967 roku przebywał w Berlinie jako stypendysta Deutscher Akademischer Austauschdienst. Od 1966 do 1987 roku był wykładowcą Musik-Akademie w Bazylei.

## Twórczość
Początkowo pod wpływem studiów u Wladimira Vogla posługiwał się techniką dodekafoniczną; później, po zapoznaniu się z twórczością Pierre’a Bouleza, zwrócił się w kierunku integralnego serializmu. W młodości był działaczem Szwajcarskiej Partii Pracy, lewicowe zaangażowanie polityczne Wildbergera odżyło później w jego twórczości podczas pobytu na stypendium w Berlinie, gdzie zetknął się z ruchem studenckim. W utworach wokalno-instrumentalnych łączył ze sobą teksty różnych autorów, skupiając się na dociekaniach nad rolą sztuki we współczesnym świecie. W ostatnim okresie swojej działalności kompozytorskiej swobodnie łączył nowsze i dawniejsze środki wyrazu, np. w utworze Kammerkonzert zestawiając mikrotony smyczków z dźwiękami syntezatora.

## Dzieła
(na podstawie materiałów źródłowych)

### Utwory orkiestrowe
- Tre mutazioni na orkiestrę kameralną (1953)
- Intensio-Centrum-Remissio (1958)
- Musik na 22 instrumenty smyczkowe solo (1960)
- Koncert na obój i orkiestrę (1963)
- Mouvements (1964)
- Contratempi na flet i 4 grupy orkiestrowe (1970)
- Konzertante Szenen na saksofon i orkiestrę (1981)
- Canto (1982)
- ...und füllet die Erde machet sie euch untertan (1988–1989)
- Koncert na orkiestrę (1991–1992)
- Kammerkonzert na smyczki i syntezator (1995–1996)

### Utwory kameralne
- Kwartet na flet, klarnet, skrzypce i wiolonczelę (1952)
- Trio na obój, klarnet i fagot (1952)
- Concentrum na klawesyn (1956)
- Zeitebenen na 8 wykonawców (1958)
- Musik na wiolonczelę i fortepian (1959)
- Rondeau na obój (1962)
- Kwartet na flet, obój, harfę i fortepian (1967)
- Recontres na flet i fortepian (1967)
- Diario na klarnet (1971–1975)
- Retrospective I na flet (1972)
- Retrospective II na flet (1972)
- Prismes na saksofon altowy (1975)
- Portrait na saksofon altowy (1983)
- Kanons und Interludien na 4 klarnety (1984)
- Diaphonie na altówkę (1986)
- Los pajarillos non cantan na gitarę (1987)
- Notturno na altówkę i fortepian (1990)
- Tantôt libre, tantôt recherchée na wiolonczelę (1992–1993)
- Fantasia sul Re na flet i kontrabas (1998)

### Utwory wokalno-instrumentalne
- Vom Kommen und Gehen des Manschen na sopran, baryton, chór i orkiestrę (1954)
- Ihr meinst, das Leben sei kurz... na chór i 10 instrumentów (1957)
- In My End Is My Beginning na sopran, tenora i małą orkiestrę (1964)
- La Notte na mezzosopran, 5 instrumentów i taśmę (1967)
- Double Refrain na flet, rożek angielski, gitarę i taśmę (1972)
- ...die Stimme, die alte schwächer werdende Stimme na sopran, wiolonczelę, orkiestrę i taśmę (1973–1974)
- Tod und Verklärung na baryton i orkiestrę kameralną (1977)
- An die Hoffnung na sopran, recytatora i orkiestrę (1979)
- Du holde Kunst na recytatora, sopran i orkiestrę (1987–1988)
- Elegie na sopran i zespół kameralny (1995)
- Tempus cadendi tempus sperandi na chór, perkusję i keyboard (1999)

### Utwory sceniczne
- Epitaphe pour Evariste Galois na recytatora, sopran, baryton, chór mówiony, taśmę i orkiestrę (1962, wyst. Bazylea 1964)